# Gergis
Para la ciudad griega de Asia Menor, véase Gergis (ciudad).
Gergis, hijo de Ariazo, fue un general persa y, según Heródoto, uno de los seis miembros del Estado Mayor de Jerjes I durante su invasión de Grecia (480-479 a. C.). Comandó, junto con Tritantacmes, la columna de marcha que cruzó Tracia del lado de las colinas, pero no es vuelto a mencionar a lo largo del relato de la campaña.
Gergis era el único miembro del Estado Mayor que no pertenecía ni a la Dinastía Aqueménida ni a alguna de las familias de los seis colaboradores de Darío I. A.G. Burn sugiere que ocupaba un rango menor, como encargado de la logística.
En las Tablillas de la Fortaleza de Persépolis (documentos administrativos en elamita) hay referencias a un sátrapa de Carmania (c. 501-494 a. C.) de nombre Karkiš, el que, según D.M. Lewis, podría tratarse del Gergis de Heródoto. Carmania era una provincia fronteriza, lo que podría permitir el ascenso político de alguien no perteneciente a las grandes familias, sobre la base de su talento militar. Por lo demás, el nombre de su padre, Ariozo, ha sido identificado en los documentos elamitas de Persépolis como Harriyazza, nombre que aparece dos veces pero nunca para personajes de alto rango. 

## Citas clásicas
- Heródoto, VII 82, 121.